# Billy Barty
Pour les articles homonymes, voir Barty.
Billy Barty, de son vrai nom William John Bertanzetti, né le 25 octobre 1924 à Millsboro (Pennsylvanie) et mort le 23 décembre 2000 à Glendale (Californie), est un acteur de cinéma et de télévision, et un activiste américain pour les droits des personnes de petite taille.

## Biographie
Billy Barty, un Italo-Américain, est né à Millsboro, Pennsylvanie, d'Albert Steven et Ellen Cecial Barty. Il déménage pour la Californie avec sa famille (il a deux sœurs) en 1927. Il devint l'un des plus célèbres nains du XXe siècle. Il faisait partie de la bande des courts-métrages muets de Mickey McGuire, une série comique pour enfants des années 1920, dans le ton des Petites Canailles (Little Rascals) et qui avait pour vedette un tout jeune Mickey Rooney. Dans Les Chercheuses d'or de 1933 (The Gold Diggers of 1933), Barty, qui est alors âgé de neuf ans, apparaît dans le rôle d'un bébé qui s'évade de son landau. À cause de sa taille, les rôles de Barty étaient confinés à de la figuration et à des apparitions comiques ; on lui offrit cependant des rôles plus consistants dans W.C. Fields et moi (W.C. Fields and Me) (1976), Drôle d'embrouille (Foul Play) et le film d'animation Le Seigneur des anneaux (1978 tous les deux), Under the Rainbow (1981), Patrouille de nuit (Night Patrol, 1984), Legend (1985), Les Maîtres de l'univers (Masters of the Universe, 1987), Willow (1988), UHF (1989), Chienne de vie (Life Stinks) et Radioland Murders (1994). Barty était réputé pour l'énergie et l'enthousiasme qu'il libérait dans toutes les productions où il apparaissait. Il participa en outre à quelques spectacles sur scène et à la télévision.
Barty était connu comme militant en faveur des droits des personnes atteintes de nanisme, et c'est à ce titre qu'il fonda l'association « Little People of America ».
Barty et sa famille étaient de religion mormone.

## Filmographie
- 1925 : Half a Hero de Fred Hibbard
- 1927 : Mickey's Eleven (en) d'Albert Herman : Billy McGuire
- 1928 : Mickey the Detective (en) d'Albert Herman : le frère de Mickey
- 1928 : Mickey in School (en) : Billy McGuire
- 1928 : The Cockeyed Family de Leslie Goodwins
- 1928 : Idle Eyes de Leslie Goodwins : le bébé
- 1928 : No Kidding (en) de Gerald Thomas
- 1929 : Mickey's Strategy d'Albert Herman : le frère de Mickey
- 1929 : Mickey's Big Moment d'Albert Herman : le frère de Mickey
- 1929 : Mickey's Mix-Up (en) d'Albert Herman : le frère de Mickey
- 1929 : Mickey's Surprise (en) d'Albert Herman : le frère de Mickey
- 1929 : Mickey's Midnite Follies d'Albert Herman : le frère de Mickey
- 1930 : Mickey's Bargain d'Albert Herman : le frère de Mickey
- 1930 : A Hollywood Theme Song de William Beaudine
- 1930 : Mickey's Musketeers d'Albert Herman : le frère de Mickey
- 1930 : Soup to Nuts (en) de Benjamin Stoloff : Junior
- 1930 : Mickey's Winners d'Albert Herman : le frère de Mickey
- 1930 : Mickey's Merry Men d'Albert Herman : le frère de Mickey
- 1930 : Mickey the Romeo d'Albert Herman : le frère de Mickey
- 1930 : Mickey's Warriors (en) d'Albert Herman : Billy McGuire - le frère de Mickey
- 1930 : Mickey's Whirlwinds d'Albert Herman : le frère de Mickey
- 1930 : Follow the Swallow d'Alfred J. Goulding
- 1930 : Mickey's Luck (en) d'Alfred J. Goulding : Billy McGuire
- 1930 : Mickey's Master Mind d'Alfred J. Goulding : le frère de Mickey
- 1930 : Mickey's Champs (en) d'Alfred J. Goulding : Billy McGuire
- 1931 : Mickey's Sideline de Jesse Duffy (en) : le frère de Mickey
- 1931 : Mickey's Helping Hand (en) de Jesse Duffy (en) : le frère de Mickey
- 1931 : Maman (Over the Hill) de Henry King : Shelby Boy
- 1931 : Who's Who in the Zoo de Norman McCabe
- 1931 : Mickey's Thrill Hunters d'Albert Herman : le frère de Mickey
- 1931 : Mickey's Wildcats d'Albert Herman : le frère de Mickey
- 1931 : Mickey's Diplomacy d'Albert Herman : le frère de Mickey
- 1931 : Goldie de Benjamin Stoloff : l'enfant
- 1931 : Mickey's Rebellion d'Albert Herman : le frère de Mickey
- 1931 : Daddy Long Legs d'Alfred Santell : l'orphelin
- 1931 : In Conference d'Edward F. Cline : figuration
- 1931 : Mickey's Crusaders d'Albert Herman : le frère de Mickey
- 1931 : Three Wise Clucks de Wallace Fox
- 1931 : The Dog Doctor de Phil Whitman
- 1931 : Mickey's Stampede d'Albert Herman : le frère de Mickey
- 1932 : Mickey's Charity de Jesse Duffy (en) : Billy McGuire
- 1932 : Mickey's Big Business de Jesse Duffy (en) : Billy McGuire
- 1933 : Roman Scandals de Frank Tuttle: Little Eddie
- 1933 : Alice au pays des merveilles de Norman Z. McLeod : White Pawn/ le bébé (non crédité)
- 1933 : Mickey's Covered Wagon (en) de Jesse Duffy (en) : Billy McGuire
- 1933 : Mickey's Tent Show (en) de Jesse Duffy (en) : Billy McGuire
- 1933 : Mickey's Touchdown (en) de Jesse Duffy (en) : Billy
- 1933 : Prologue (Footlight Parade) de Lloyd Bacon et Busby Berkeley : Mouse/ petit garçon
- 1933 : Chercheuses d'or de 1933 (Gold Diggers of 1933) de Mervyn LeRoy : bébé dans le parc
- 1933 : Mickey's Race de Jesse Duffy (en) : Billy McGuire - le frère de Mickey
- 1933 : Out All Night de Sam Taylor : l'enfant
- 1933 : Mickey's Ape Man de Jesse Duffy (en) : Billy McGuire
- 1934 : Gift of Gab (en) de Karl Freund : le bébé
- 1934 : Mickey's Medicine Man (en) de Jesse Duffy (en) : Billy McGuire
- 1934 : Mickey's Minstrels (en) de Jesse Duffy (en) : le frère de Mickey
- 1935 : Le Songe d'une nuit d'été (A Midsummer Night's Dream) de William Dieterle et Max Reinhardt : Mustard-Seed
- 1935 : La Fiancée de Frankenstein (Bride of Frankenstein) de James Whale : le petit bébé (non crédité)
- 1937 : La Joyeuse Suicidée (Nothing Sacred) de William A. Wellman : le petit garçon (non crédité)
- 1946 : Three Wise Fools d'Edward Buzzell : Bit (non crédité)
- 1950 : Jungle Jim in Pygmy Island (en) (Pygmy Island) de William Berke : Kimba (non crédité)
- 1951 : Your Pet Parade (série télévisée) : Billy Bitesize
- 1951 : Ford Festival (en) (série télévisée)
- 1952 : The Dennis Day Show (en) (série TV) : Leprechaun
- 1953 : The Clown de Robert Z. Leonard : Billy, le nain de Coney Island
- 1954 : The Spike Jones Show (en) (sériet TV) : Abdulla
- 1954 : Fireman Save My Child (en) de Leslie Goodwins : le clarinettiste du tuba
- 1954 : George Tackles the Land de Herk Harvey : M.. N
- 1955 : General Electric Theater (série télévisée) : le second clown
- 1955 : The Colgate Comedy Hour (en) (sériet tv) : Liberace
- 1956 : Circus Boy (série télévisée) : Little Tom
- 1957 : Alfred Hitchcock présente (Alfred Hitchcock Presents) (série télévisée) : George
- 1957 : The Undead de Roger Corman : The Imp
- 1958 : Club Oasis (série télévisée) : Little Ol' Abner
- 1958 : Shirley Temple's Storybook (en) (série télévisée) : le nain
- 1958 : Peter Gunn (série télévisée) : Babby
- 1959 : Peter Gunn (série télévisée) : Babby
- 1960 : Peter Gunn (série télévisée) : Babby
- 1960 : Bonne chance M. Lucky (Mr. Lucky) (série télévisée) : le lilliputien
- 1961 : Rawhide (série télévisée) : Shorty
- 1961 : Peter Gunn (série télévisée) : Babby
- 1961 : Thriller (sériet TV) : Sam
- 1962 : La Plus Belle Fille du monde (film, 1962) (Billy Rose's Jumbo) de Charles Walters : artiste de cirque
- 1962 : Les Amours enchantées (The Wonderful World of the Brothers Grimm) de George Pal : The Court Jester (non crédité)
- 1964 : L'Homme à tout faire (Roustabout) de John Rich : Billy le nain (non crédité)
- 1964 : Alfred Hitchcock présente (The Alfred Hitchcock Hour) (série télévisée) : The Barker
- 1965 : C'est la fête au harem (Harum Scarum) de Gene Nelson : Baba
- 1967 : The Perils of Pauline (en) de Herbert B. Leonard et Joshua Shelley (en) : le chef des Pygmées
- 1967 : Jericho (série télévisée) : Giorgio
- 1968 : Rowan & Martin's Laugh-In (sériet tv) : le Père Noël
- 1969 : Max la menace (Get Smart) (série télévisée) : Marco
- 1970 : Max la menace (Get Smart) (série télévisée) : Marco
- 1970 : Pufnstuf (en) de Hollingsworth Morse (en) : Googy Gopher / Orville Pelican
- 1970 : The Bugaloos (en) (série télévisée) : Sparky the Firefly
- 1971 : The Bugaloos (en) (série télévisée) : Sparky the Firefly
- 1972 : La Famille des collines (The Waltons) (série télévisée) : Tommy Trimble
- 1973 : Dusty's Trail (en) (série télévisée) : Zeno
- 1973 : Love, American Style (série télévisée, segment Love and the Wee He)
- 1973 : The Godmothers de William Grefe (en) : le faucon
- 1973 : The World of Sid & Marty Krofft at the Hollywood Bowl (en) (téléfilm)
- 1974 : Punch and Jody (en) (téléfilm) : Stilts
- 1975 : Sixpack Annie (en) : (non crédité)
- 1975 : Phyllis (série télévisée)
- 1975 : Wide World Mystery (série télévisée) : Max
- 1975 : The Lost Saucer (en) (série télévisée) : Hugo
- 1975 : The Ghost Busters (série télévisée) : le lapin
- 1975 : Le Jour du fléau (The Day of the Locust) de John Schlesinger : Abe Kusich
- 1976 : The Krofft Supershow (en) (série télévisée) : Hugo
- 1976 : Les Dobermans reviennent (The Amazing Dobermans) de Byron Chudnow : Samson
- 1976 : Dr. Shrinker (en) (série télévisée) : Hugo
- 1976 : Won Ton Ton, le chien qui sauva Hollywood (Won Ton Ton, the Dog Who Saved Hollywood) de Michael Winner : l'assistant-réalisateur
- 1976 : Twin Detectives (téléfilm) : Bartender
- 1976 : W.C. Fields et moi (W.C. Fields and Me) d'Arthur Hiller : Ludwig
- 1976 : Chico and the Man (en) (série télévisée) : Little hold-up man
- 1977 : Redd Foxx (série télévisée)
- 1977 : The Happy Hooker Goes to Washington (en) de William A. Levey : agent de la CIA
- 1977 : Barney Miller (série télévisée) : M.. Resnick
- 1978 : The Bay City Rollers Show (en) (série télévisée) : Hugo
- 1978 : La croisière s'amuse (The Love Boat) (série télévisée) : Ralph Warren
- 1978 : Drôles de dames (Charlie's Angels) (série télévisée) : un vendeur de journaux
- 1978 : Le Seigneur des anneaux (The Lord of the Rings) de Ralph Bakshi
- 1978 : Drôle d'embrouille (Foul Play) de Colin Higgins : J.J. MacKuen
- 1978 : L'Homme de l'Atlantide (Man from Atlantis) (série télévisée) : Moxie
- 1978 : Rabbit Test de Joan Rivers : Lester
- 1979 : Skatetown, U.S.A. de William A. Levey : Jimmy
- 1979 : CHiPs (série télévisée) : James O'Hara
- 1979 : L'Île fantastique (Fantasy Island) (série télévisée) : Alfonse
- 1979 : L'Arme au poing (Firepower) de Michael Winner : Dominic Carbone
- 1979 : Supertrain (série télévisée)
- 1979 : La Petite Maison dans la prairie (The House on the Prairie) (série télévisée) saison 6, épisode 5 (Annabelle (Annabelle) ) : Owen
- 1980 : Au boulot... Jerry ! (Hardly Working) de Jerry Lewis : Sammy
- 1980 : Bizarre (série télévisée)
- 1981 : Under the Rainbow de Steve Rash : Otto Kriegling
- 1981 : Concrete Cowboys (en) (série télévisée) : Adolph
- 1982 : La Petite Maison dans la prairie (The House on the Prairie) (série télévisée) saison 9, épisode 5 (Les histoires les plus courtes… (Little Lou) ) : Lou Battes
- 1982 : Pour l'amour du risque (Hart to Hart) (série télévisée) : Aloysis
- 1982 : The Comic Book Kids
- 1983 : Ace Crawford, Private Eye (en) (série télévisée) : Inch
- 1984 : Patrouille de nuit (Night Patrol) de Jackie Kong (en) : Capitaine Lewis
- 1984 : Trapper John, M.D. (en) (série télévisée) : Mort
- 1985 : Les Craquantes (série télévisée): Edgar Lindstrom
- 1985 : Star Fairies (en) : Troll (voix)
- 1985 : Legend de Ridley Scott : Screwball
- 1986 : Body Slam (en) de Hal Needham : Tim McClusky
- 1986 : Coup double (Tough Guys) de Jeff Kanew : Philly
- 1986 : Le Cheval de feu (Wildfire) (série télévisée) : Dweedle (voix)
- 1986 : ABC Weekend Specials (téléfilm) : oncle Lester
- 1987 : Off the Mark (it) de Bill Berry : le petit Russe
- 1987 : DuckTales (téléfilm) : King Brian
- 1987 : Les Maîtres de l'univers (Masters of the Universe) de Gary Goddard : Gwildor
- 1987 : Nain Tracassin (en) : Rumpelstiltskin
- 1987 : Blanche-Neige : Iddy
- 1987 : Nain Tracassin (Rumpelstiltskin) de David Irving
- 1987 : Blanche-Neige de Michael Berz : chanson : Iddy, Biddy Names, Every Day
- 1988 : ABC Weekend Specials (téléfilm): oncle Lester
- 1988 : Willow de Ron Howard : High Aldwin
- 1989 : Short Ribbs (en)
- 1989 : UHF de Jay Levey : Noodles MacIntosh
- 1989 : L'Homme homard venu de Mars (Lobster Man from Mars) de Stanley Sheff : M. Throckmorton
- 1989 : Short Ribbs (en) (série télévisée)
- 1989 : Nasty Boys (en) (téléfilm)
- 1990 : Bernard et Bianca au pays des kangourous (The Rescuers Down Under) de Hendel Butoy et Mike Gabriel : Baitmouse (voix)
- 1990 : Diggin' Up Business de Mark Byers et Tom Pardew : Crosby
- 1990 : Wishful Thinking : Gypsy
- 1991 : Chienne de vie (Life Stinks) de Mel Brooks : Willy
- 1991 : Vendetta: Secrets of a Mafia Bride (tv) : Victor
- 1992 : The Naked Truth (en) de Nico Mastorakis : The Bell Boy
- 1996 : Frasier (série TV, 1 épisode)
- 1997 : Batman, les nouvelles aventures : Hips McManus
- 1999 : Los Angeles Heat (L.A. Heat) (série TV, 1 épisode)
- 2000 : The Extreme Adventures of Super Dave (en) (vidéo) de Peter MacDonald : l'homme de l'éloge funèbre (non crédité)
- 2001 : I/O Error de Michael Feit Dougan : le gardien

## Citations
- « Le nom de ma condition c'est « Chondrodysplasie métaphysaire de McKusick », mais vous pouvez simplement m'appeler Billy. »
- « Les gens en général pensent que toutes les personnes de petite taille se trouvent dans les cirques et les foires. Mais il y a parmi nous des docteurs, des infirmières, on nous retrouve dans tous les domaines. »